# Crotalaria polygaloides
Crotalaria polygaloides är en ärtväxtart som beskrevs av John Gilbert Baker. Crotalaria polygaloides ingår i släktet sunnhampor, och familjen ärtväxter.

## Underarter
Arten delas in i följande underarter:
- C. p. orientalis
- C. p. polygaloides